# Gangsta rap
Gangsta rap (ou gangster rap, inicialmente conhecido como reality rap)  é um subgénero da música hip hop que surgiu em meados dos anos 1980 como um subgénero distinto mas altamente controverso do rap, cujas letras afirmam a cultura e a realidade das ruas e dos subúrbios, as vezes com um estilo gangster e valores típicos das gangues de rua.
Muitos gangsta rappers ostentam associações com verdadeiras gangues de rua americanas, como os Crips e os Bloods.  Os primeiros pioneiros do gangsta rap foram o rapper da Filadélfia Schoolly D e o rapper Ice-T de Los Angeles, e o género foi levado aos holofotes em 1988 pelo grupo N.W.A. (Niggaz Wit Attitudes). Em 1992, através do produtor discográfico Dr. Dre, o rapper Snoop Dogg e o seu som pioneiro G-funk, o rap gangsta tomou a dianteira do género rap e tornou-se popular.
O rap gangster tem sido repetidamente acusado de promover uma conduta desordeira e uma ampla criminalidade, especialmente assaltos, homicídios e tráfico de drogas, misoginia, promiscuidade e materialismo. Os defensores do gangsta rap têm-no caracterizado de forma variada como representações artísticas da realidade do crime nas ruas, mas não como endossos literais da vida real nos guetos americanos, ou sugerido que algumas letras expressam raiva contra a opressão social ou brutalidade policial, e têm frequentemente acusado os críticos de hipocrisia e preconceito racial.  Ainda assim, o gangsta rap  tem sido atacado mesmo por algumas figuras públicas negras, nos anos 90 pelo pastor Calvin Butts e pela activista de direitos civis Delores Tucker e mais tarde pelo realizador Spike Lee.

## História
O gangsta rap teve em parte sua origem em 1985 na Filadélfia, com o lançamento de "P.S.K. What Does It Mean?", do rapper Schoolly D. Também teve forte representação na Costa Oeste dos Estados Unidos, nos subúrbios da Califórnia e nas regiões de baixa renda do Condado de Los Angeles, predominantemente em South Los Angeles, Compton, Watts, Crenshaw, Inglewood, Long Beach e ainda na Bay Area, em Oakland.
A palavra gangsta é um derivativo de gangster, soletrando-a na pronúncia do Inglês vernáculo afro-americano. Os estadunidenses chamam este tipo de grafia de Eye dialect. O gênero desenvolveu-se durante os anos 80. Um dos pioneiros do gangsta rap foi o rapper Ice-T com seus singles "Cold Wind Madness/The Coldest Rap" e "Body Rock/Killers", de 1983 e 1985, respectivamente. O gangsta rap foi popularizado pelo grupo N.W.A no final dos anos 80. As suas letras são violentas e normalmente tendem a abordar a sociedade (predominantemente negra e de classe baixa), racismo, abuso de autoridade, brutalidade policial e criminalidade, e mostrar ao mundo a injustiça e os problemas sociais, e a partir disso, abrir os olhos de quem não liga para a dura realidade da violência nas ruas, mesmo que isso atinja diretamente o ouvinte. Alguns autores e compositores de gangsta rap têm problemas com a lei, alguns inclusive já estiveram envolvimento com gangues de rua. MC's como Ice-T, Eazy-E, Tupac Shakur, Snoop Dogg e X-Raided já passaram pelos tribunais por atividades relacionadas com o tráfico em geral, de armas, assassinatos, etc. O gangsta rap também é conhecido pelas acusações de que o gênero promove crimes como assassinatos e tráfico de drogas, e seus críticos frequentemente acusam o estilo de promover a promiscuidade, vandalismo, machismo e desrespeito às autoridades.
Um dos mais ferrenhos críticos do gangsta rap é o diretor cinematográfico Spike Lee, que acusou o estilo de incentivar a ignorância dos afro-americanos. Os artistas de gangsta rap, por sua vez, defendem-se das acusações alegando que suas letras não falam de nada além da realidade vivida nas periferias e procuram, através das mesmas, chamar a atenção das autoridades.
Em 1986 o Rapper Ice-T lançou "6 'N The Mornin'", considerada a primeira canção de gangsta rap. Em 1987 o grupo N.W.A. (composto por Eazy-E, Ice Cube, MC Ren, Dr. Dre e DJ Yella) lançou o seu primeiro álbum, "N.W.A. And The Posse", pela editora de Eazy-E, a Ruthless Records, mas o álbum acabou por não ter muito sucesso.
Mais tarde, em 1988, o álbum "Straight Outta Compton" foi o primeiro da categoria a fazer grande sucesso e ajudou a divulgar o gênero e a estabelecer a costa oeste como capital do hip-hop por algum tempo. O single de gangsta rap com maior controvérsia foi "Fuck tha Police", deste mesmo álbum. A letra que fala sobre a agressividade policial nos guetos americanos resultou numa carta do FBI enviada ao grupo, aconselhando-o a amenizar o conteúdo de suas letras
Até ao final dos década de 1980 o gangsta rap esteve presente mas não dominante no mundo do rap, para além de "Straight Outta Compton", os álbuns "Eazy-Duz-It" de Eazy-E, "The Iceberg/Freedom Of Speech... Just Watch What You Say!" de Ice-T e "Life Is...Too Short|Life Is... Too Short" de Too $hort foram os únicos álbuns com verdadeiro destaque. Só a partir de 1990 com Ice Cube (que se separou do N.W.A. em 1989), Compton's Most Wanted, King Tee, Above the Law e ainda com o novo álbum de Too $hort e com o novo EP do N.W.A. é que veio o verdadeiro sucesso do gangsta rap, que a partir daí dominou completamente o mercado de rap dos Estados Unidos.
Mais tarde, em 1991, o N.W.A. acabaram por se separar depois de lançarem o seu novo álbum "Niggaz4Life". Enquanto Eazy-E, MC Ren e DJ Yella ficaram na Ruthless Records, Dr. Dre fundou junto com Suge Knight, ex-segurança do grupo, a gravadora Death Row Records, que viria a ser a maior gravadora de gangsta rap da década de 90.
Em 1992, Dr. Dre, lançou seu primeiro álbum solo, "The Chronic", um dos mais vendidos da história do rap. Alguns dos singles de Dr. Dre são até hoje considerados como ícones dos anos 90, como "Nuthin' But A G' Thang". O álbum também contou com a participação do então novato no rap Snoop Dogg, na supra-citada faixa e em várias outras. Snoop Dogg, com a ajuda de Dr. Dre, lançou seu primeiro disco, "Doggystyle", em 1993, o qual bateu inúmeros recordes e recebeu diversos prêmios.
Depois dos sucessos de "The Chronic" e de "Doggystyle", a Death Row lançou duas soundtracks em 1994 para mostrar vários dos seus artistas como Lady Of Rage, Sam Sneed, Nate Dogg, Young Soldierz e entre outros. Já em 1995 foi a vez dos Tha Dogg Pound lançarem o seu álbum multi-platinado "Dogg Food"
Em 1995, Tupac Shakur, rapper já com sucesso, integrou-se à gravadora e lançou em 1996 o multi-platinado "All Eyez On Me". Mais tarde nesse mesmo ano, e já depois da morte de Tupac Shakur, Snoop Dogg lança o seu segundo álbum "Tha Doggfather", uma semana depois do primeiro álbum póstumo de Tupac Shakur, o sucesso "The Don Killuminati: The 7 Day Theory" ser lançado. Apesar de ambos os álbuns terem sucesso, foi a partir do final de 1996 que a Death Row começou rapidamente a cair, não tendo jamais a mesma força no hip-hop como tinha tido até então, o que fez não só o gangsta rap ficar um pouco menos importante no mundo do hip-hop, como também fez todo o rap da costa oeste cair rapidamente consigo, dando lugar a cidades como Atlanta, Nova Iorque e Nova Orleães como principal foco no mundo do hip-hop.
Entre 1993 e 1995 houve, no outro lado dos Estados Unidos, a renascença do rap da costa leste, que utilizava igualmente o gangsta rap.
O gangsta rap dos anos 90 foi marcado ainda por MC Eith, Warren G, Junior M.A.F.I.A., Spice 1, Coolio, Scarface, DMX, Eazy-E, Ice-T, DJ Quik, Fat Joe, Ice Cube, E-40, Nate Dogg, Jay-Z, MC Ren, Too $hort, Master P, Jeru The Damaja, Bone Thugs-N-Harmony, Mac Dre, Above The Law, Cypress Hill, Big Pun, Mack 10, Gang Starr e entre outros.
Desde a saída dos principais nomes da Death Row, em meados da década de 90, o gangsta rap deixou de viver seus grandes dias e perdeu espaço na mídia, dando vez ao Pop Pimpin Rapi e o rap Bling-Bling interpretado por artistas como Nelly e Mase, que preferem dar atenção a problemas pessoais, como dinheiro, mulheres, carros e drogas, do que a problemas sociais, que envolvem toda a comunidade periférica.
Especialmente no início da década de 2000 o gangsta rap tinha ainda algum espaço dentro do mainstream, graças a rappers como Young Jeezy, Jay-Z, T.I, Cam'ron, DMX e especialmente a 50 Cent, ao seu grupo G-Unit e ainda graças ao ex-membro desse mesmo grupo, o rapper The Game, mas na segunda metade da década o gangsta rap esteve na sua pior fase de sempre, com quase nenhuma popularidade no mainstream.

## Atualmente
No início desta década, o rap da costa oeste e o gangsta rap ganharam novamente fama no mainstream, especialmente graças à ascensão da Top Dawg Entertainment, e a partir do lançamento de "Good Kid, M.A.A.D. City" em 2012 (álbum de Kendrick Lamar). Para além de Kendrick Lamar, rappers como YG, O.T. Genasis, ScHoolboy Q, Bobby Shmurda ganharam grande sucesso. Atualmente a geração de novos gangsta rappers está cada vez mais a ganhar espaço no mainstream, rappers como King Lil G, YG, O.T. Genasis, Jay Rock, Rick Ross, Mr. Criminal, Bobby Shmurda, 21 Savage, ScHoolboy Q, Freddie Gibbs, Vince Staples, The Game, Chief Keef, SD, Fredo Santana, Young Whisper, Lil Reese, Dom Kennedy, Nipsey Hussle e YoungBoy Never Broke Again alguns dos nomes do já grande número de rappers que utilizam este estilo.

## Brasil
No Brasil, os grupos e artistas representantes do estilo são os Racionais MC's, Facção Central, Dexter, Pavilhão 9 (banda), Hórus, Cirurgia Moral, Realidade Cruel, MV Bill, Trilha Sonora Do Gueto, RZO, DMN e 509-E.